# Sclerobelemnon magniflorum
Sclerobelemnon magniflorum är en korallart som beskrevs av Sydney John Hickson 1916. Sclerobelemnon magniflorum ingår i släktet Sclerobelemnon och familjen Kophobelemnidae. Inga underarter finns listade i Catalogue of Life.